# Ryū Okada
Ryū Okada (岡田 隆 Okada Ryū?, nacido el 10 de abril de 1984 en Shizuoka) es un exfutbolista japonés. Jugaba de centrocampista y su último club fue el Júbilo Iwata de Japón.

## Trayectoria

### Clubes
| Club           | País  | Año       |
| -------------- | ----- | --------- |
| Júbilo Iwata   | Japón | 2007-2016 |
| Avispa Fukuoka | Japón | 2012-2013 |

## Estadística de carrera

### J. League
| Club           | Año   | J. League | J. League | Copa J. League | Copa J. League | Total | Total |
| Club           | Año   | Part.     | Goles     | Part.          | Goles          | Part. | Goles |
| -------------- | ----- | --------- | --------- | -------------- | -------------- | ----- | ----- |
| Júbilo Iwata   | 2007  | 0         | 0         | 2              | 0              | 2     | 0     |
| Júbilo Iwata   | 2008  | 5         | 0         | 1              | 0              | 6     | 0     |
| Júbilo Iwata   | 2009  | 14        | 1         | 3              | 0              | 17    | 1     |
| Júbilo Iwata   | 2010  | 8         | 0         | 6              | 0              | 14    | 0     |
| Júbilo Iwata   | 2011  | 4         | 0         | 2              | 0              | 6     | 0     |
| Avispa Fukuoka | 2012  | 25        | 0         | -              | -              | 25    | 0     |
| Avispa Fukuoka | 2013  | 34        | 0         | -              | -              | 34    | 0     |
| Júbilo Iwata   | 2014  | 14        | 0         | -              | -              | 14    | 0     |
| Júbilo Iwata   | 2015  | 0         | 0         | -              | -              | 0     | 0     |
| Júbilo Iwata   | 2016  | 0         | 0         | 2              | 0              | 2     | 0     |
| Total          | Total | 104       | 1         | 16             | 0              | 120   | 1     |

## Palmarés

### Títulos nacionales
| Título         | Club         | País  | Año  |
| -------------- | ------------ | ----- | ---- |
| Copa J. League | Júbilo Iwata | Japón | 2010 |